# Oldtidsvejen (Farum)
 For alternative betydninger, se Oldtidsvejen. (Se også artikler, som begynder med Oldtidsvejen)
Oltidsvejen i Farum er de resterende spor af et vejanlæg, som har fulgt de tørreste steder i området mellem Roskilde Fjord og Øresund. Den når frem til Furesø kommune ved Gammelvad Bro vest for Jonstrup. Herefter går vejen forbi Flyvestation Værløse og følger en gruppe gravhøje gennem Ryget Skov.
|  | Denne artikel om en bygning eller et bygningsværk kan blive bedre, hvis der indsættes et (bedre) billede. Du kan hjælpe ved at afsøge Wikimedia Commons for et passende billede eller lægge et op på Wikimedia Commons med en af de tilladte licenser og indsætte det i artiklen. |

|  | Denne artikel kan blive bedre, hvis der indsættes geografiske koordinater Denne artikel omhandler et emne, som har en geografisk lokation. Du kan hjælpe ved at indsætte koordinater i wikidata. |